# NGC 2530
NGC 2530 (другие обозначения — UGC 4237, IRAS08050+1757, MCG 3-21-20, ZWG 88.38, PGC 22827) — спиральная галактика в созвездии Рака. Открыта Уильямом Гершелем в 1789 году.
Вблизи NGC 2530 Гийом Бигурдан в 1887 году обнаружил два объекта, которые попали в Новый общий каталог под названиями NGC 2529 и NGC 2531. На указанных им координатах отдельных объектов не наблюдается: возможно, Бигурдан наблюдал спиральные рукава NGC 2530. База данных SIMBAD отождествляет NGC 2529, 2530 и 2531, в качестве основного обозначения используя NGC 2529.
Звёздная масса галактики составляет 1,5⋅1010 M⊙, абсолютная звёздная величина в полосе r — −20,85m. Красное смещение — 0,0174.
Этот объект входит в число перечисленных в оригинальной редакции «Нового общего каталога».